# Desmos zeylanicus
Desmos zeylanicus (Hook.f. & Thomson) Saff. – gatunek rośliny z rodziny flaszowcowatych (Annonaceae Juss.). Występuje endemicznie na Sri Lance. 

## Morfologia
PokrójZimozielone drzewo lub krzew dorastające do 0,5–4 m wysokości.
LiścieMają eliptyczny lub podłużny kształt. Mierzą 12–21 cm długości oraz 2,5–5,5 cm szerokości. Są prawie skórzaste. Nasada liścia jest zaokrąglona. Blaszka liściowa jest o ostrym lub prawie spiczastym wierzchołku. Ogonek liściowy jest nagi i dorasta do 3–10 mm długości.
KwiatySą pojedyncze lub zebrane w pary, rozwijają się w kątach pędów. Działki kielicha mają trójkątnie owalny kształt i dorastają do 2 mm długości. Płatki mają owalnie eliptyczny kształt i brązowożółtawą barwę, osiągają do 10–27 mm długości. Kwiaty mają 20 słupków o podłużnym kształcie i długości 8–10 mm.

## Biologia i ekologia
Rośnie w wiecznie zielonych lasach. Występuje na wysokości do 800 m n.p.m.